# 09-3X Dynamic
DYNAMIC STOPFEXPRESS 09-3X — виправляльно-підбивально-рихтувальна машина безперервної дії, підвищеної продуктивності для одночасного підбиття трьох шпал.

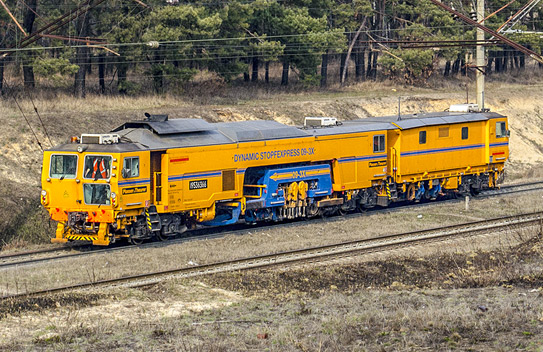
Виправляльно-підбивально-рихтувальна машина DYNAMIC STOPFEXPRESS 09-3X

Використовується для виправлення колії у профілі, плані та за рівнем у комплексі з іншими колійними машинами у «вікнах» при модернізації, капітальному, середньому та комплексно-оздоровчому ремонтах колії, а також можливе застосування її при поточному утриманні для виправлення колії в технологічних «вікнах»
Машина придатна до роботи при температурі повітря −20°С — + 40°С, робота при температурі повітря меншій 0 °C можлива тільки при сухому не замерзлому баласті.
Виробник Фірма «Plasser & Theurer», Австрія.

## Технічна характеристика
| Характеристика                   | Числа        |
| -------------------------------- | ------------ |
| Довжина по осі автозчеплення     | 34,04 м      |
| Висота                           | 4,13 м       |
| Ширина                           | 2,95 м       |
| Діаметр коліс                    | 920/730 мм   |
| Кількість обслуговчого персоналу | 5 операторів |
| Продуктивність машини            | 3,03 км/год  |
| Річна продуктивність машини      | 550 км       |
| Маса машини                      | 123 т        |